# Nico Freire
Nicolás Omar Freire, mais conhecido como Nico Freire (Santa Lucia, 18 de fevereiro de 1994), é um futebolista argentino que atua como zagueiro. Atualmente joga no Independiente, emprestado pelo Pumas UNAM.

## Carreira
Começou nas categorias de base da Comisión de Actividades Infantiles (CAI) e do Argentinos Juniors no ano de 2012, permanecendo também em 2013, até subir aos profissionais.
Em 2017, deixou o Argentinos Juniors e seguiu para o Torque da segunda divisão do Uruguai, porém foi emprestado ao Zwolle da Holanda.

### Palmeiras
Em 25 de junho de 2018, foi emprestado ao Palmeiras por um ano. Em 17 de janeiro de 2019 teve seu contrato rescindido, sem que não atuasse em nenhuma partida oficial pelo clube, participando apenas de um amistoso.

### LDU Quito
Foi contratado pela LDU para a temporada de 2019.

### Pumas UNAM
Após 6 meses no clube equatoriano, ele foi contratado pelo Pumas do México.

## Títulos
Argentinos Juniors
- Primera B Nacional: 2016–17

Palmeiras
- Campeonato Brasileiro: 2018